# Erich Samson
Erich Samson (* 29. Oktober 1940 in Hamburg; † 11. Juni 2014 in Kiel) war ein deutscher Rechtswissenschaftler und Hochschullehrer.

## Leben
Samson wuchs in Berlin und Eschwege auf. Er studierte Rechtswissenschaften in Göttingen, Marburg und Bonn. Sein Studium schloss er im Jahre 1963 mit dem Ersten Staatsexamen am Oberlandesgericht Köln ab. 1967 wurde Erich Samson mit der Arbeit Urkunde und Beweiszeichen: die verkörperte Gedankenerklärung als Merkmal des strafrechtlichen Urkundenbegriffs promoviert und legte ein Jahr später, 1968, das Zweite Staatsexamen ab. Samson habilitierte sich 1971 für Strafrecht (inklusive Steuerstrafrecht) und Strafprozessrecht in Bonn. Er wurde im Jahre 1971 ordentlicher Professor für Strafrecht und Strafprozessrecht an der Christian-Albrechts-Universität zu Kiel. Rufe nach Frankfurt am Main, Bielefeld, Salzburg und München lehnte er ab.
Im Jahre 1984 gründete er in Kiel das Institut für Umwelt-, Wirtschafts- und Steuerstrafrecht, dessen Direktor er bis zum Jahre 2002 war. Im Jahre 1980 gründete er die Zeitschrift „wistra“ für Wirtschafts- und Steuerstrafrecht, deren Herausgeber und Chefredakteur er bis zu seinem Tod war. Ferner war Samson von 1992 bis 1998 Sprecher des von ihm initiierten Graduiertenkollegs der Deutschen Forschungsgemeinschaft über Nationales und Internationales Umweltrecht. Samson war Mitherausgeber der Schriftenreihe „Schriften zum gesamten Wirtschaftsstrafrecht“, der Schriftenreihe „Kieler Schriften zum Strafrecht“ und Mitbegründer des „Systematischen Kommentars zum Strafgesetzbuch“.
Als Strafverteidiger hat Erich Samson zahlreiche prominente Mandanten vertreten, u. a. Uwe Barschel, Paul Schockemöhle, Hans Peter Daimler, Boris Becker, Karlheinz Schreiber und Gerhard Schmid.
Zu seinen Schülern gehören Rechtslehrer wie Heribert Ostendorf (Kiel), Wolfgang Joecks (Greifswald), Roland Schmitz (Osnabrück), Thomas Rönnau (Hamburg) und Thomas Rotsch (Gießen).
Nach seiner Pensionierung in Kiel übernahm er an der Bucerius Law School in Hamburg den Lehrstuhl für Wirtschafts- und Steuerstrafrecht sowie die Leitung des Zentrums für Juristische Didaktik. 2007 nahm er eine Position als Of counsel bei der internationalen Wirtschaftskanzlei DLA Piper wahr. Im April 2008 wurde er zum Richter am Schleswig-Holsteinischen Landesverfassungsgericht gewählt. 2010 wurde Samson emeritiert und lehrte und forschte seitdem als Affiliate Professor an der Bucerius Law School.

## Veröffentlichungen (Auswahl)
- Urkunde und Beweiszeichen. Die verkörperte Gedankenerklärung als Merkmal des strafrechtlichen Urkundenbegriffs. Nomos, Baden-Baden 1968 (Dissertation Universität Bonn).
- Hypothetische Kausalverläufe im Strafrecht. Zugleich ein Beitrag zur Kausalität der Beihilfe. Metzner, Frankfurt/M. 1972, ISBN 3-7875-5216-2 (Habilitationsschrift Universität Bonn).
- Rechtliche Probleme der Transplantation. In: Der Grenzbereich zwischen Leben und Tod. Vandenhoeck & Ruprecht, Göttingen 1976, S. 27–44, ISBN 3-525-85552-4.
- Kausalitäts- und Zurechnungsprobleme im Umweltstrafrecht. In: Zeitschrift für die gesamte Strafrechtswissenschaft, Bd. 99 (1987), S. 617–636.
- Strafrecht. Zwei Bände (= Wiederholungs- und Vertiefungskurs in den Kerngebieten des Rechts, Bd. 7 und 8). 7. bzw. 5. Aufl. Metzner, Frankfurt/M. 1985/1988.
- Das Verhältnis von Erfolgsunwert und Handlungsunwert im Strafrecht. In: Erich Samson (Hrsg.): Festschrift für Gerald Grünwald zum siebzigsten Geburtstag. Nomos, Baden-Baden 1999, S. 585–605, ISBN 3-7890-6060-7.
- Zur Rechtsnatur der Steuerverkürzung. In: Claus Roxin (Hrsg.): 50 Jahre Bundesgerichtshof. Festgabe aus der Wissenschaft. Bd. 4. Beck, München 2000, S. 675–693, ISBN 3-406-46600-1.
- Geldwäsche nach Steuerhinterziehung? Gedanken zur Halbwertzeit von Strafgesetzen. In: Hans Joachim Hirsch (Hrsg.): Festschrift für Günter Kohlmann zum 70. Geburtstag. Verlag Dr. Otto Schmidt, Köln 2003, S. 263–278, ISBN 3-504-06027-1.
- (mit Marc Langrock): Der „gläserne“ Bankkunde? Automatisierter Abruf von Kontoinformationen und Grundrecht auf informationelle Selbstbestimmung ; zur verfassungsrechtlichen Problematik der §§ 93 Abs. 7, 8, 93 b der Abgabenordnung (= Schriften der Bucerius Law School, Bd. I, 3). Heymann, Köln 2005, ISBN 3-452-25989-7.
- (Mitautor): Systematischer Kommentar zum Strafgesetzbuch. Loseblatt-Ausgabe. 1. bis 8. Aufl. Luchterhand, München 2005/2007.
- Reform der steuerstrafrechtlichen Selbstanzeige im Rechtsstaat oder: vom Beruf unserer Zeit zur Gesetzgebung. In: Holger P. Hestermeyer u. a. (Hrsg.): Coexistence,  cooperation and solidarity. Liber amicorum Rüdiger Wolfrum. Bd. 2. Nijhoff, Leyden 2012, S. 2099–2118, ISBN 978-90-04-21469-9.